# Îles de paix
Iles de Paix est une organisation non gouvernementale belge ayant pour vocation le développement, créée par le prêtre dominicain belge Dominique Pire, Prix Nobel de la paix en 1958. Son siège est à Huy.

## Histoire
« Iles de Paix » est le nom d'un projet caritatif qui fut fondé en 1962, trois années après qu'une première expérience de terrain eut permis de valider la pertinence de l'approche imaginée par Dominique Pire : prise en compte d'une interaction paix - développement, stratégie reposant sur le "self help", démarche s'appuyant sur la volonté et le vécu des populations, confortés par un accompagnement technique et méthodologique rigoureux.
L'ancrage sociétal d'Iles de Paix réside au départ dans l'adhésion qu'a suscité Dominique Pire à l'ensemble de ses initiatives socio-économiques (Service d'Entraide Familiale, Aide aux Personnes Déplacées, Iles de Paix) et éducatives (Université de Paix), en Europe et dans certains pays du Tiers-Monde.

## Objectifs principaux
Iles de Paix se donne pour mission générale de contribuer à la recherche et l’expérimentation de modèles alternatifs de développement.
Le choix des modèles à promouvoir est basé sur des valeurs :
- de centrage sur la personne humaine
- d'équilibre harmonieux et de respect de l’individu avec les autres et avec la nature
- de qualité de vie pour tous.

Ces modèles devront aussi respecter des conditions, parmi lesquelles on peut mentionner :
- qu’ils doivent être favorables à l’environnement, réduire la pauvreté et/ou les inégalités;
- accroître la résilience des populations, favoriser l’accès aux droits fondamentaux, etc. ;
- qu’ils doivent être extensibles et reproductibles ;
- qu’ils doivent s’ancrer là où l’impact est réel et mesurable.

Pour être réaliste et concret, Iles de Paix se focalisera sur une mission particulière à la fois large et relativement circonscrite: la promotion des systèmes alimentaires durables. Ce choix se justifie compte tenu des enjeux importants qu’il englobe au niveau local (notamment pour les familles rurales du Sud qu’Iles de Paix appuie) et au niveau global (sécurité alimentaire et résilience face au changement climatique).

### En Belgique
Iles de Paix informe et sensibilise afin que chacun se sente concerné par la condition de tous les êtres humains et agisse en faveur de leur dignité.
Iles de Paix mène des activités d’information, de sensibilisation et d’éducation en relation avec les réalités des pays défavorisés. Elle produit des dossiers pédagogiques, des expositions et des documentaires. Elle propose des animations pour les publics scolaires, les mouvements de jeunesse ou des groupes d’adultes.
Iles de Paix contribue à la formation d’une opinion publique plus éclairée, solidaire et agissante envers les populations du Sud.
Le financement des activités de l’association provient de campagnes de récolte de fonds, de dons et legs, de cofinancements et subventions.

## Pays d'activité
Projets en cours :
- Burkina Faso
- Bénin
- Pérou
- Tanzanie
- Ouganda

Projets autonomes :
- Bangladesh : Gohira (2005-2008)
- Inde : Kalakkad (1968-1995)
- Mali : Tombouctou (1975-1994)
- Burkina Faso : Yalogo (1982-1999), Tensobentenga (2001-2011)
- Guinée-Bissau : Bolama (1986-2003)
- Bolivie : Sacaca (2001-2003)
- Équateur : Pangor (1995), Pallatanga et Molleturo

## Archives
Environ 40 mètres linéaires d’archives du Père Dominique Pire, des années 1930 à 1970, sont conservées aux Archives de l’État à Namur. La déclaration de don des archives du Père Dominique Pire aux Archives de l’État à Namur a été signée en janvier 2016 au nom des associations sans but lucratif Service d’Entraide Familiale, Aide aux Personnes déplacées, Université de Paix et Les Amis des Îles de Paix et de l’Action Pain de la Paix.